# Primera División 1963-1964 (Messico)
Il campionato di calcio di Primera División messicana 1963-1964 è stato il ventunesimo campionato a livello professionistico del Messico. Cominciò il 30 giugno 1963 e si concluse il 7 gennaio del 1964. Vide la vittoria finale del Guadalajara.

## Squadre partecipanti
| Club                    | Città                | Stadio                | Stagione 1962-1963                         |
| ----------------------- | -------------------- | --------------------- | ------------------------------------------ |
| América                 | Città del Messico    | Estadio Universitario | 3º posto in Primera División               |
| Atlante                 | Città del Messico    | Estadio Universitario | 10º posto in Primera División              |
| Atlas                   | Guadalajara          | Estadio Jalisco       | 3º posto in Primera División               |
| Guadalajara             | Guadalajara          | Estadio Jalisco       | 2º posto in Primera División               |
| Irapuato                | Irapuato             | Estadio Irapuato      | 10º posto in Primera División              |
| León                    | León                 | Estadio La Martinica  | 8º posto in Primera División               |
| Monterrey               | Monterrey            | Estadio Tecnológico   | 5º posto in Primera División               |
| Deportivo Morelia       | Morelia              | Estadio Morelos       | 13º posto in Primera División              |
| Nacional de Guadalajara | Guadalajara          | Estadio Jalisco       | 6º posto in Primera División               |
| Necaxa                  | Città del Messico    | Estadio Universitario | 9º posto in Primera División               |
| Oro                     | Guadalajara          | Estadio Jalisco       | (Campione)                                 |
| Pumas UNAM              | Città del Messico    | Estadio Universitario | 12º posto in Primera División              |
| Toluca                  | Toluca               | Campo Patria          | 8º posto in Primera División               |
| CD Zacatepec            | Zacatepec de Hidalgo | Parque Zacatepec      | 1º posto in Segunda División (Neopromosso) |

## Classifica finale
|  | Pos. | Squadra                 | Pt | G  | V  | N  | P  | GF | GS | DR  |
|  | ---- | ----------------------- | -- | -- | -- | -- | -- | -- | -- | --- |
|  | 1.   | Guadalajara             | 37 | 26 | 16 | 5  | 5  | 43 | 25 | +18 |
|  | 2.   | América                 | 33 | 26 | 11 | 11 | 4  | 46 | 24 | +22 |
|  | 3.   | Monterrey               | 32 | 26 | 12 | 8  | 6  | 40 | 26 | +14 |
|  | 4.   | Irapuato                | 32 | 26 | 12 | 8  | 6  | 40 | 35 | +5  |
|  | 5.   | CD Zacatepec            | 28 | 26 | 11 | 6  | 9  | 44 | 35 | +9  |
|  | 6.   | Necaxa                  | 27 | 26 | 11 | 5  | 10 | 42 | 31 | +11 |
|  | 7.   | Pumas UNAM              | 25 | 26 | 9  | 7  | 10 | 36 | 33 | +3  |
|  | 8.   | Oro                     | 25 | 26 | 9  | 7  | 10 | 53 | 49 | +4  |
|  | 9.   | León                    | 25 | 26 | 9  | 7  | 10 | 34 | 33 | +1  |
|  | 10.  | Atlas                   | 25 | 26 | 6  | 13 | 7  | 35 | 42 | -7  |
|  | 11.  | Toluca                  | 22 | 26 | 6  | 10 | 10 | 31 | 35 | -4  |
|  | 12.  | Deportivo Morelia       | 21 | 26 | 6  | 9  | 11 | 28 | 50 | -22 |
|  | 13.  | Atlante                 | 20 | 26 | 6  | 8  | 12 | 30 | 39 | -9  |
|  | 14.  | Nacional de Guadalajara | 12 | 26 | 4  | 4  | 18 | 26 | 71 | -45 |

Legenda:
      Campione del Messico
 Partecipa al girone per non retrocedere in Segunda División.
Note:
Due punti a vittoria, uno a pareggio, zero a sconfitta.

## Risultati

### Tabellone
|             | AME | ATN | ATS | GUA | IRA | LEO | MON | MOR | NAC | NEC | ORO | PUM | TOL | ZAC |
| América     |     | 0-0 | 3-0 | 0-2 | 0-0 | 0-0 | 1-0 | 5-0 | 4-2 | 5-0 | 1-1 | 1-0 | 1-1 | 2-1 |
| Atlante     | 3-3 |     | 2-0 | 2-3 | 3-0 | 0-1 | 2-1 | 0-1 | 1-0 | 0-1 | 2-2 | 2-0 | 0-2 | 0-4 |
| Atlas       | 1-1 | 3-2 |     | 2-1 | 3-0 | 5-1 | 1-1 | 2-2 | 0-2 | 0-0 | 4-2 | 3-3 | 1-1 | 2-2 |
| Guadalajara | 0-0 | 3-1 | 3-0 |     | 5-0 | 1-0 | 1-0 | 4-2 | 3-1 | 2-0 | 2-1 | 0-4 | 2-0 | 2-1 |
| Irapuato    | 1-0 | 1-1 | 3-1 | 0-0 |     | 3-2 | 2-3 | 0-0 | 1-2 | 1-1 | 1-0 | 7-3 | 2-0 | 2-0 |
| León        | 3-0 | 0-0 | 2-2 | 2-0 | 1-1 |     | 0-0 | 5-1 | 3-1 | 5-0 | 3-0 | 0-2 | 1-1 | 2-1 |
| Monterrey   | 1-1 | 3-1 | 0-0 | 4-0 | 1-0 | 3-0 |     | 2-1 | 1-1 | 4-0 | 0-0 | 2-1 | 4-3 | 1-1 |
| Morelia     | 0-3 | 3-2 | 0-0 | 1-4 | 1-1 | 0-1 | 2-0 |     | 0-0 | 3-1 | 1-1 | 2-2 | 3-1 | 3-3 |
| Necaxa      | 0-2 | 2-2 | 0-0 | 0-2 | 1-2 | 1-0 | 1-2 | 4-0 |     | 4-0 | 2-0 | 4-3 | 2-1 | 3-0 |
| Nacional    | 2-6 | 2-1 | 1-1 | 1-2 | 2-3 | 2-0 | 0-1 | 1-2 | 0-5 |     | 0-3 | 1-4 | 3-0 | 2-4 |
| Pumas UNAM  | 0-0 | 0-0 | 0-1 | 0-0 | 1-2 | 1-0 | 2-1 | 4-0 | 0-3 | 7-1 |     | 1-0 | 2-0 | 1-0 |
| Oro         | 3-5 | 1-1 | 2-2 | 0-0 | 0-1 | 4-2 | 2-2 | 2-0 | 2-0 | 4-3 | 3-5 |     | 4-1 | 2-3 |
| Toluca      | 1-1 | 3-0 | 2-1 | 1-1 | 2-2 | 4-0 | 1-2 | 2-0 | 1-1 | 1-1 | 2-0 | 0-0 |     | 0-1 |
| Zacatepec   | 2-1 | 0-2 | 6-0 | 2-0 | 2-4 | 0-0 | 2-1 | 0-0 | 1-0 | 3-1 | 4-2 | 1-2 | 0-0 |     |

## Girone di selezione
In seguito alla decisione presa dalla federazione di aumentare da 14 a 16 squadre il campionato di Primera División, si decise di selezionare le squadre in un torneo a quattro tra l'ultima classificata di Primera División e la seconda, terza, e quarta classificata della Segunda División. Le prime due classificate parteciperanno al campionato di Prima División, le ultime due parteciperanno al campionato di Segunda División. Tutte le partite si sono giocate in Città del Messico.

### Classifica finale
| Squadra                 | Pt | G | V | N | P | GF | GS | DG |
| ----------------------- | -- | - | - | - | - | -- | -- | -- |
| Nacional de Guadalajara | 4  | 3 | 1 | 2 | 0 | 4  | 3  | +1 |
| Veracruz                | 3  | 3 | 1 | 1 | 1 | 4  | 4  | 0  |
| Ciudad Madero           | 3  | 3 | 1 | 1 | 1 | 3  | 7  | -7 |
| Poza Rica               | 2  | 3 | 1 | 0 | 2 | 9  | 6  | +3 |

### Verdetti
- Il Nacional resta in Primera División, il Veracruz è promosso in Primera División.
- Il Ciudad Madero e il Poza Rica restano in Segunda División.

### Calendario
| Squadra 1                | Risultato                | Squadra 2                |
| 1ª giornata (16 gennaio) | 1ª giornata (16 gennaio) | 1ª giornata (16 gennaio) |
| ------------------------ | ------------------------ | ------------------------ |
| Nacional de Guadalajara  | 1 - 1                    | Ciudad Madero            |
| 2ª giornata (21 gennaio) |                          |                          |
| Poza Rica                | 6 - 1                    | Ciudad Madero            |
| 3ª giornata (23 gennaio) |                          |                          |
| Nacional de Guadalajara  | 1 - 1                    | Veracruz                 |
| 4ª giornata (27 gennaio) |                          |                          |
| Veracruz                 | 3 - 2                    | Poza Rica                |
| 5ª giornata (5 febbraio) |                          |                          |
| Ciudad Madero            | 1 - 0                    | Veracruz                 |
| 6ª giornata (6 febbraio) |                          |                          |
| Nacional de Guadalajara  | 2 - 1                    | Poza Rica                |

### Spareggio
| Squadra 1                                   | Risultato                                   | Squadra 2                                   |
| Spareggio per il secondo posto (7 febbraio) | Spareggio per il secondo posto (7 febbraio) | Spareggio per il secondo posto (7 febbraio) |
| ------------------------------------------- | ------------------------------------------- | ------------------------------------------- |
| Veracruz                                    | 5 - 4(c.d.r.)                               | Ciudad Madero                               |

## Verdetti finali
- Il Club Deportivo Guadalajara è campione del Messico.
- Nessuna squadra retrocede in Segunda División.

## Classifica marcatori
Fonte:
| Gol |  |  | Giocatore              | Squadra           |
| --- |  |  | ---------------------- | ----------------- |
| 20  |  |  | Alberto Etcheverry     | Pumas UNAM        |
| 17  |  |  | Moacyr Santos          | América           |
| 17  |  |  | Olinto Rubini          | Oro               |
| 15  |  |  | Jaime Belmonte         | Irapuato          |
| 13  |  |  | Guillermo Ortíz        | Necaxa            |
| 13  |  |  | Amaury Epaminondas     | Oro               |
| 13  |  |  | Carlos Lara            | CD Zacatepec      |
| 11  |  |  | Salvador Reyes         | Guadalajara       |
| 10  |  |  | Crescencio Gutiérrez   | Deportivo Morelia |
| 10  |  |  | Ramiro Navarro         | Oro               |
| 9   |  |  | Ney Blanco de Oliveira | Atlas             |